# Marta Poláková
Marta Poláková (cognom de naixement:Sedláčková; nascuda el 3 de juliol de 1934) és una jugadora d'escacs txeca, anteriorment txecoslovaca, assídua participant en els Campionats d'escacs femeníns de Txecoslovàquia.

## Resultats destacats en competició
Marta Poláková va ser una jugadora d'escacs de Brno. Fou una de les principals jugadores d'escacs txecoslovaques entre 1955 i 1966. Marta Poláková va ser quatre vegades finalista del Campionat d'escacs femení de Txecoslovàquia: 1956 (10è lloc), 1961 (4t-5è lloc compartit), 1965 (2n-3r lloc compartit), 1966 (7è lloc). Va ser dissenyadora de professió.
Marta Poláková va jugar representant Txecoslovàquia en una edició de les Olimpíades d'escacs femenines:
- L'any 1966, al primer tauler reserva a la 3a Olimpíada d'escacs (femenina) a Oberhausen (+0, =1, -1).